# Roodstaartxenops
De roodstaartxenops (Microxenops milleri) is een zangvogel uit de familie Furnariidae (ovenvogels). Deze vogel is genoemd naar zijn ontdekker, de Amerikaanse ontdekkingsreiziger en verzamelaar Leo Edward Miller (1887-1952).

## Verspreiding en leefgebied
Deze soort komt voor van zuidoostelijk Colombia tot zuidelijk Venezuela, de Guyana's, oostelijk Peru en amazonisch Brazilië.

## Status
De grootte van de populatie is niet gekwantificeerd maar de soort wordt omschreven als schaars met een versnipperde verspreiding. Op de Rode lijst van de IUCN heeft deze soort de status niet bedreigd.